# Thomas Vincent Ramos Highway
Southern Highway
La Thomas Vincent Ramos Highway, anciennement nommée Southern Highway (littéralement Grande route du Sud en anglais), est l'une des cinq routes principales du Belize, pays d'Amérique centrale. Elle relie Punta Gorda à Dangriga, où elle communique avec la Hummingbird Highway.

## Présentation

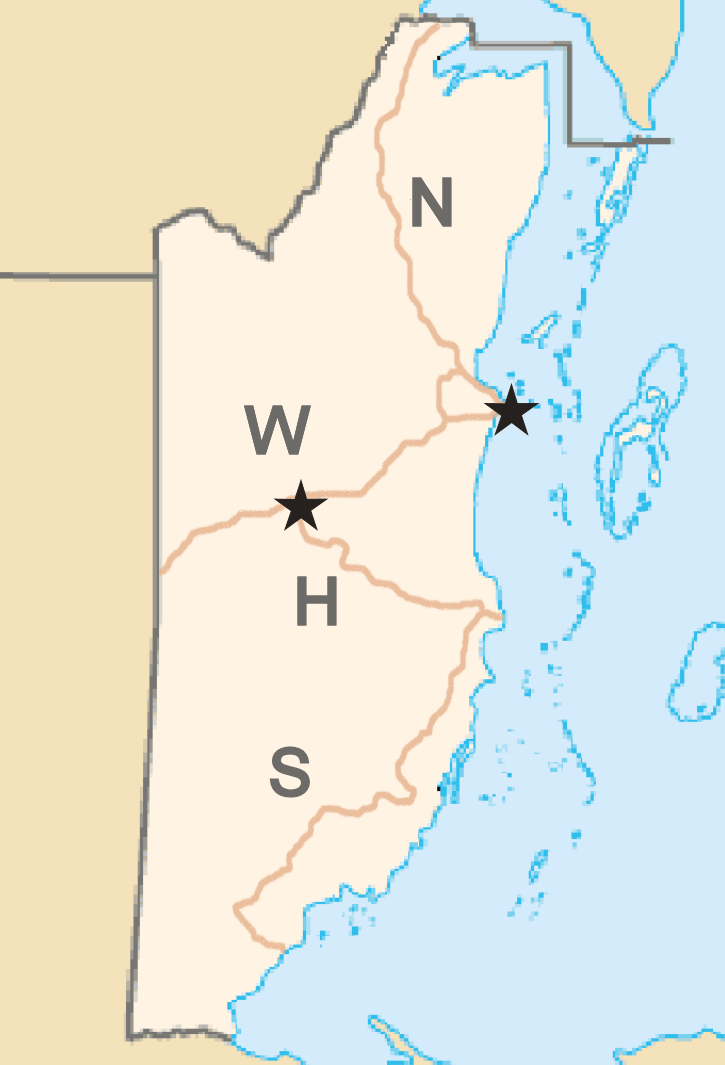
Carte du Belize représentant le réseau routier principal du pays avec la Southern Highway en S.

La route est goudronnée sur toute sa longueur. Elle démarre au Mile 6 de la Hummingbird Highway à Dangriga et rejoint Punta Gorda à 156 km. Le dernier tronçon goudronné, de 16 km entre Golden Stream et Big Falls, est achevé en 2008. La T. V. Ramos Highway offre un accès important à de nombreuses ruines et zones naturelles mayas. Les anciens sites archéologiques de Nim Li Punit et de Lubaantun se trouvent à quelques kilomètres à l'ouest de la route, dans le sud du pays. La sanctuaire faunique du bassin Cockscomb se trouve à plusieurs kilomètres à l'ouest de la route, dans le centre-sud du Belize.
En 2011, un projet est lancé et achevé en 2015, visant à prolonger la Southern Highway de 34,5 km jusqu'à Jalacte, dans le sud-ouest du Belize.
Le 30 septembre 2020, la Southern Highway est rebaptisée Thomas Vincent Ramos Highway, en hommage à Thomas Vincent Ramos (en), créateur de la Journée de l'établissement des Garifunas (en).
| District    | Miles | Km    | Destination |
| ----------- | ----- | ----- | --- |
| Stann Creek | 0.0   | 0.0   | Mile 6, Hummingbird Highway |
|             | 10.0  | 16.1  | Route vers Commerce Bight |
|             | 12.3  | 19.8  | Route vers Hopkins (en) |
|             | 19.3  | 31.1  | Placencia Road : Placencia, Riversdale (en), Seine Bight (en) |
|             | 43.8  | 70.5  | Embranchement vers Monkey River Town (en) |
| Toledo      | 77.4  | 124.6 | Embranchement vers Silver Creek, San Miguel, San Pedro Columbia |
|             | 83.1  | 133.7 | Jonction : route au sud-est vers le district de Toledo – Punta Gorda ; route au nord-ouest le long de Jalacte vers Jimmy Cut, Pueblo Viejo, Blue Creek, Aguacate, Otoxha et Dolores |
|             | 86.1  | 138.6 | Machaca Forest Station |
|             | 88.9  | 143.0 | Route vers Piebra, Barranco, Conejo, Crique Sarco |
|             | 92.1  | 148.3 | Route d'accès ouest – Punta Gorda |
|             | 97.1  | 156.2 | Route d'accès ouest |